# 임요한
임요한은 대한민국의 가수다. 2016년 싱글 《영원한 사랑》으로 데뷔했다.

## 방송
- 가스펠스타C 4 (2014) - Top10
- 제28회 CBS 크리스천 뮤직 페스티벌 (2017)

## 음반
- 가스펠스타C 시즌4 (2014)
- 영원한 사랑 (2016)
- 제28회 CBS 크리스천뮤직페스티벌 (2018)
- hug (2020)